# Soltepec, Puebla
Soltepec là một đô thị thuộc bang Puebla, México. Năm 2005, dân số của đô thị này là 11115 người.